# Quincy/Kono yo no Shirushi
Singles de BoA
Be the One
(2004) Meri Kuri
(2004)
Quincy/Kono yo no Shirushi est le 14e single de BoA sorti sous le label Avex Trax le 1er septembre 2004 au Japon. Il atteint la 4e place du classement de l'Oricon et reste classé 13 semaines pour un total de 82 614 exemplaires vendus. Les chansons Quincy et Kono yo no Shirushi se trouvent sur la compilation Best of Soul.

## Liste des titres
| 1. | Quincy                                              |  |
| 2. | Kono yo no Shirushi (コノヨノシルシ)                |  |
| 3. | Quincy (Instrumental)                               |  |
| 4. | Kono yo no Shirushi (Instrumental) (コノヨノシルシ) |  |